# Lijst van rivieren in Malawi
Dit is een lijst van rivieren in Malawi.  De rivieren zijn geordend naar drainagebekken en de opeenvolgende zijrivieren zijn ingesprongen weergegeven onder de naam van elke hoofdrivier. 

## Stromend naar deIndische Oceaan
- Ruvuma
  - Lugenda (Mozambique)
    -       -         - Likuni

      - Bua
      - Dwangwa
      - Luweya
      - Zuid-Rukuru
        - Kasitu

      - Rumpi
      - Noord-Rukuru
      - Lufilya
        - Mbalizi

      - Songwe

## Stromend naar hetChilwameer
- Sombani
- Phalombe